# 2014 v hudbě
Tento článek obsahuje události související s hudbou, které proběhly v roce 2014.

## Události
- Festival Glastonbury (červen 2014)
- Eurovision Song Contest 2014
- Juniorská Eurovize 2014
- Eurovize Mladých Hudebníků 2014
- Türkvize 2014
- ABU Festivaly 2014 (TV, rádio)

## Založené skupiny
- Teenage Time Killer[1]
- The Birds of Satan[2]
- California Breed[3]
- Antemasque

## Zaniklé skupiny
- The Rapture
- t.A.T.u.

## Vydaná alba

### Česká hudební alba

#### Leden
| Den | Album                      | Umělec                 | Poznámky |
| --- | -------------------------- | ---------------------- | -------- |
| 14. | Lifecycles                 | LUNO                   | EP       |
| 15. | Živě v Malostranské besedě | Krausberry             | 2CD      |
| 17. | Worx And Reworx            | Clarinet Factory       | 2CD      |
| 17. | Já hledám štěstí           | Eva Olmerová           | 3CD      |
| 18. | Vejška (soundtrack)        | Mike Trafik a další    |          |
| 21. | Indies Scope 2013          | různí                  |          |
| 31. | Společné světy             | Jan Hrubý a Sean Barry | 3CD      |
|     | Nic nemusíš                | Libor Pavlata          |          |

#### Únor
| Den | Album                                   | Umělec                      | Poznámky |
| --- | --------------------------------------- | --------------------------- | -------- |
| 3.  | Desátý den trní                         | BezoBratři                  |          |
| 10. | Aftershocks                             | Michael Kocáb               |          |
| 10. | Stopy bláznů                            | Nezmaři                     |          |
| 12. | iBůh                                    | Pavel Helan                 |          |
| 13. | Malý ráje                               | Prodavač                    |          |
| 13. | Dva divoký koně                         | Dáša Vokatá                 |          |
| 14. | Das Schloss (Zámek)                     | Kafka Band                  |          |
| 14. | Šlitr zpívá Šlitra                      | Jiří Šlitr                  | 4CD      |
| 17. | Kočky z Letný                           | Jiří Dědeček                |          |
| 17. | The Soulmates Tribute Project – vol. 1. | Dan Šustr & Zuzana Vintrová | vinyl EP |
| 21. | Recitál                                 | Lucie Bílá                  |          |
| 21. | Já tě mám ráda                          | Jitka Zelenková             | 2CD      |
| 25. | Nipomo                                  | DVA                         |          |
| 27. | Yallah!                                 | BraAgas                     |          |
| 28. | Jarek Nohavica a přátelé                | Jaromír Nohavica            | 2CD+DVD  |
| 28. | One Way Road                            | Johannes Benz               |          |

#### Březen
| Den | Album                                   | Umělec                     | Poznámky                                               |
| --- | --------------------------------------- | -------------------------- | ------------------------------------------------------ |
| 7.  | Gaia                                    | Radůza                     |                                                        |
| 7.  | Krásný smutný den                       | Vypsaná fiXa               |                                                        |
| 7.  | Černá deska                             | Jasná páka                 | 2CD, na druhém CD koncert „Stará vlna s novým obsahem“ |
| 7.  | Půlstoletí (1964–2014)                  | Hana a Petr Ulrychovi      | 3CD                                                    |
| 7.  | Ocean                                   | Marek Dusil Blend          |                                                        |
| 11. | Vzkříšení                               | Kabaret doktora Caligariho |                                                        |
| 12. | Adrenalinum                             | Arakain                    |                                                        |
| 14. | Freaky Boys                             | 100°C                      |                                                        |
| 14. | A Curious Place Between Souls and Atoms | Ohm Square                 |                                                        |
| 14. | Consilium                               | Dave a Sony                |                                                        |
| 14. | split                                   | Planety a Bugmen           | split                                                  |
| 19. | Made In Czechoslovakia                  | Ben Cristovao              |                                                        |
| 19. | Dvacet let v Arše                       | Jan Burian                 | CD+DVD                                                 |
| 20. | Rodinné album                           | Cermaque                   |                                                        |
| 21. | Solidarita                              | Karel Kryl                 | 2CD                                                    |
| 21. | Tribute                                 | Abraxas                    |                                                        |
| 21. | Vytáhni mě z davu                       | Všichni svatí              |                                                        |
| 21. | Všem dívkám, co jsem měl kdy rád        | Pavel Bobek                | reedice                                                |
| 24. | Proměnamě                               | Tomáš Klus                 |                                                        |
| 24. | Královský večer                         | Vladimír Mišík             |                                                        |
| 24. | Homodlak                                | Dymytry                    |                                                        |
| 28. | Poprvé akusticky                        | Anna K                     | CD+DVD                                                 |
| 28. | La Fabrika                              | Zuzana Michnová a hosté    |                                                        |
| 31. | Movable Feasts                          | Lesní zvěř                 |                                                        |
|     | Kup si bicí!                            | Jiří Slíva                 |                                                        |
|     | Na hraně                                | Michal Pelant              |                                                        |
|     | Homecoming                              | IronKap                    |                                                        |
|     | Stálo to za to                          | Staré pušky                |                                                        |
|     | Orbis Pictus                            | Zuzana Lapčíková           |                                                        |

#### Duben
| Den | Album                                  | Umělec                         | Poznámky |
| --- | -------------------------------------- | ------------------------------ | -------- |
| 1.  | Noční vidění                           | Orion                          |          |
| 1.  | Nic moc nečekejte                      | Nicmoc Kvintet                 |          |
| 4.  | Andělé x Démoni                        | ATMO Music                     |          |
| 7.  | Prayer                                 | Magdalena Kožená               |          |
| 10. | Everlove                               | Die Happy                      |          |
| 10. | Karpatský epilog                       | CM Technik                     | 2CD      |
| 11. | Invence                                | Jan Klusák                     |          |
| 17. | Voyage                                 | IAN                            |          |
| 18. | Čecháček Made                          | Xindl X                        | 2CD      |
| 18. | Paráda                                 | Karel Zich                     | 3CD      |
| 18. | Jazz? Oh, Yes!                         | Jana Koubková                  | 2CD      |
| 24. | Nic víc                                | Mirek Kemel                    |          |
| 25. | Stravinskij & Prokofjev: Klavírní dílo | Veronika Böhmová               |          |
| 25. | Dreams                                 | Dagmar Pecková                 | 2CD      |
| 25. | Vivat tango                            | Ladislav Horák, Petr Nouzovský |          |
| 25. | Ať žijí duchové (soundtrack)           | různí                          |          |
| 25. | Noc na Karlštejně (soundtrack)         | různí                          |          |
| 25. | Přijela k nám pouť (soundtrack)        | různí                          |          |
|     | Silent Disco                           | Republic Of Two                |          |
|     | Zpívající břidlice                     | různí                          |          |
|     | La Fabrika                             | Zuzana Michnová a Marsyas      | 2CD      |

#### Květen
| Den | Album                              | Umělec                          | Poznámky            |
| --- | ---------------------------------- | ------------------------------- | ------------------- |
| 1.  | Stroj času                         | Žlutý pes                       | CD i LP             |
| 8.  | EP 1                               | Neřvi mi do ucha                |                     |
| 9.  | Vyznání                            | Hana Zagorová                   |                     |
| 9.  | Live from the Room                 | Kalle                           | MC                  |
| 9.  | All Boom!                          | Voxel                           |                     |
| 12. | Identity                           | Ondřej Brzobohatý               |                     |
| 12. | O duši                             | Lipo                            |                     |
| 16. | Den                                | Michal Hrůza                    |                     |
| 16. | Modrý balónek                      | Jiří Vondrák                    |                     |
| 19. | Bony a klid 2 (soundtrack)         | různí                           |                     |
| 20. | Signál                             | Tibet                           | EP, pouze digitálně |
| 22. | Convergere                         | Narajama                        |                     |
| 23. | Světlo ve tmě                      | Jelen                           |                     |
| 23. | Co mám v očích                     | Jiří Korn                       | 3CD                 |
| 23. | Písničky z večerníčků              | různí                           | 2CD                 |
| 27. | Mezi planetami                     | Nevermore & Kosmonaut           |                     |
| 27. | O lásce                            | Cimbálová muzika Vlasty Grycové |                     |
| 30. | Než se rozední                     | Nebe                            |                     |
| 30. | Optický klam                       | Olga Lounová                    | CD+DVD              |
| 30. | The Bea(s)t Is Up                  | Were Mute                       | EP                  |
| 30. | Retro – Já budu chodit po špičkách | různí                           |                     |
| 30. | Retro – Lásko má                   | různí                           |                     |
| 30. | Retro – Léta prázdnin              | různí                           |                     |
| 30. | Retro – Nestárnoucí melodie        | různí                           |                     |

#### Červen
| Den | Album                                                 | Umělec                        | Poznámky         |
| --- | ----------------------------------------------------- | ----------------------------- | ---------------- |
| 2.  | Papírovej drak                                        | Aleš Brichta                  |                  |
| 3.  | Pól nedostupnosti                                     | Žamboši                       |                  |
| 6.  | Od země do země                                       | Marka Míková                  |                  |
| 9.  | Tak hraj                                              | Jana Rychterová               |                  |
| 9.  | Lucie Live!                                           | Lucie                         | reedice, 2CD     |
| 9.  | Lucie v opeře                                         | Lucie                         | reedice, 2CD+DVD |
| 13. | Parfém                                                | Adam Mišík                    |                  |
| 13. | Ze skla                                               | Marien                        |                  |
| 13. | Stromy                                                | Makak                         | EP               |
| 16. | Divokej Praha – Západ                                 | Blanka Šrůmová                |                  |
| 18. | Vteřiny křehké                                        | Hradišťan                     |                  |
| 18. | Světla a stíny                                        | Jim Čert                      |                  |
| 19. | Noční král                                            | Karel Gott                    | DVD              |
| 19. | Povídali, že mu hráli (zlatá kolekce)                 | Michael Kocáb                 | 3CD              |
| 21. | Yellow Sisters Live & Petr Wajsar Club Kino Černošice | Yellow Sisters                |                  |
| 26. | My zme Valaši                                         | CM Technik a Jarmila Šuláková |                  |
| 27. | Černej pasažér                                        | Mirek Tabák                   |                  |
| 27. | Magický hlas rebelky (soundtrack)                     | Marta Kubišová                |                  |
| 30. | V Lucerně                                             | Pavel Bobek                   | CD+DVD           |
|     | Nekonečná hudba města zapomeneš                       | Planety                       |                  |

#### Červenec
| Den | Album                    | Umělec                             | Poznámky |
| --- | ------------------------ | ---------------------------------- | -------- |
| 1.  | Kyčera, Kyčera           | Jarmila Šuláková a BROLN           |          |
| 7.  | Lotus                    | The Snuff                          |          |
| 14. | Hoš, Primáš!             | Cimbálová muzika Jury Petrů        |          |
| 24. | Opýtaj sa Malana         | Musica Folklorica a Martin Prachař |          |
| 28. | Taj                      | Vertigo                            |          |
|     | Tajemství (s)prostěradel | Vladivojna La Chia                 |          |

#### Srpen
| Den | Album                   | Umělec                                | Poznámky |
| --- | ----------------------- | ------------------------------------- | -------- |
| 8.  | Mozaika                 | Pouta                                 |          |
| 28. | Za okny rychlíku        | Amálka K. Třebická                    |          |
| 28. | Zahrajte ně husličky    | Josef Laža a CM Technik               |          |
| 29. | Tři bratři (soundtrack) | různí                                 |          |
|     | Bluesgrass              | Matěj Ptaszek a Dobré ráno blues band |          |

#### Září
| Den | Album                             | Umělec                                | Poznámky |
| --- | --------------------------------- | ------------------------------------- | -------- |
| 1.  | Kecy                              | Vladimír Merta a Václav Veselý        | 2CD      |
| 1.  | Prázdniny                         | Monikino Kino                         |          |
| 1.  | Sep7em                            | Depressive Disorder                   |          |
| 5.  | Vítr ve vlasech                   | Ivan Hlas                             |          |
| 5.  | Best Of The Best                  | Helena Vondráčková                    | 2CD      |
| 8.  | Beat Simplicitas                  | Znouzectnost                          |          |
| 9.  | Mezi lopatky                      | Kieslowski                            |          |
| 9.  | Bluesgrass                        | Matěj Ptaszek a Dobré ráno blues band |          |
| 9.  | Hopetown                          | Holden Caulfield                      |          |
| 10. | Andělové jsou zpívali             | Michal Hromek                         |          |
| 10. | Prší na habry                     | Ondřej Škoch a Zuzana Homolová        |          |
| 12. | Následuj kojota                   | Zrní                                  |          |
| 12. | Turbošansón                       | Poletíme?                             |          |
| 16. | Kusy                              | Zuby nehty                            |          |
| 19. | Always                            | Ivan Král                             |          |
| 19. | S pomocí přátel                   | Karel Gott                            |          |
| 19. | Platinum Collection               | Kamelot                               | 3CD      |
| 22. | Muna                              | Markéta Irglová                       |          |
| 22. | Meziprostor                       | Verona                                |          |
| 26. | V hodině smrti                    | Lenka Dusilová & Baromantika          |          |
| 26. | Soukromá elegie                   | Luboš Pospíšil a 5P                   |          |
| 26. | Laskonky a kremrole               | Wohnout                               |          |
| 26. | Gipsy Fire                        | Pavel Šporcl                          |          |
| 26. | Jupí                              | Zdeněk Svěrák a Jaroslav Uhlíř        |          |
| 26. | Kolej Yesterday – Jubilejní edice | Michal Prokop                         | CD+DVD   |
| 26. | Duety                             | Lucie Vondráčková                     | 2CD      |
| 26. | G2 Acoustic Stage                 | Divokej Bill                          | CD+DVD   |
| 28. | V Kapce                           | Will Eifell                           | EP       |
|     | Angelika                          | Martin Rous                           |          |

#### Říjen
| Den | Album                                       | Umělec                                             | Poznámky |
| --- | ------------------------------------------- | -------------------------------------------------- | -------- |
| 3.  | Album                                       | Mig 21                                             |          |
| 3.  | Tanec světa                                 | Jan Go                                             |          |
| 3.  | Diamond Collection                          | Lucie Bílá                                         | 3CD      |
| 6.  | Bel Mondo                                   | The Probe                                          | EP       |
| 8.  | Thank you                                   | Sarah & The Adams                                  |          |
| 10. | Příběhy písní                               | Wabi a Ďáblovo stádo                               |          |
| 10. | Ondřej Ruml zpívá Ježka, Voskovce a Wericha | Ondřej Ruml                                        |          |
| 10. | Segrado                                     | František Segrado a Michal Horáček                 |          |
| 10. | Kríze sem, kríze tam                        | Ondřej Havelka                                     |          |
| 10. | Best Of II.                                 | Těžkej Pokondr                                     |          |
| 13. | Čas holin                                   | Bratři Ebenové                                     |          |
| 14. | Josefene                                    | Mucha                                              |          |
| 15. | Všichni dobří andělé                        | Janek Ledecký                                      |          |
| 17. | Morphosis                                   | Boris Carloff                                      |          |
| 20. | Na prodej                                   | Harlej                                             |          |
| 20. | Haf haf                                     | Vyšší populár                                      |          |
| 22. | Pozvánka na koncert                         | Tomáš Pastrňák                                     |          |
| 24. | Rockfield                                   | Chinaski                                           |          |
| 24. | Plakala panna, plakala                      | Jiří Šlitr a další                                 |          |
| 24. | Io                                          | Biorchestr                                         |          |
| 24. | Karel Kryl 70                               | různí                                              | CD+DVD   |
| 25. | Teplé místo                                 | Láska                                              |          |
| 27. | Meeting Point                               | B-Side Band                                        |          |
| 27. | World Melodies                              | Felix Slováček                                     |          |
| 27. | Rocková mše                                 | Daniel Kyzlink                                     |          |
| 28. | Symboly                                     | Calm Season                                        |          |
| 29. | Winna                                       | Tara Fuki                                          |          |
| 30. | Walk On Mars                                | Drumphonic                                         |          |
| 30. | Buďte první, komu se to líbí                | Pískomil se vrací!                                 |          |
| 31. | Souhvězdí drsňáků                           | Olympic                                            |          |
| 31. | Mezi svými                                  | Václav Neckář                                      |          |
| 31. | Décollage                                   | Voila!                                             |          |
| 31. | I vši                                       | Tomáš Šenkyřík a Ivan Martin Jirous a Tomáš Vtípil |          |

#### Listopad
| Den | Album                                          | Umělec                                       | Poznámky          |
| --- | ---------------------------------------------- | -------------------------------------------- | ----------------- |
| 3.  | Made in China                                  | Mňága a Žďorp                                |                   |
| 3.  | Pocta českému undergroundu                     | různí                                        | 2DVD              |
| 6.  | U nás v garáži                                 | Martin Tvrdý a Václav Havelka                |                   |
| 6.  | Znovu poprvé                                   | Oboroh                                       |                   |
| 7.  | V ozvěnách                                     | David Deyl                                   |                   |
| 8.  | Pomaláče 4                                     | Argema                                       |                   |
| 10. | Hold On                                        | Irena Budweiserová                           |                   |
| 10. | Zen                                            | Fast Food Orchestra                          |                   |
| 14. | Leporelo                                       | Ewa Farna                                    |                   |
| 14. | Fiat Lux                                       | Stromboli                                    |                   |
| 14. | Kouzlo Vánoc                                   | Helena Vondráčková                           |                   |
| 14. | G2 Acoustic Stage                              | Xindl X                                      | CD+DVD            |
| 14. | Noc/Den                                        | Michal Hrůza                                 | 2CD               |
| 14. | Písně Sametové revoluce                        | různí                                        |                   |
| 19. | Bird                                           | Zdeněk Bína                                  |                   |
| 20. | PůlJablkoň                                     | Michal Němec a Marie Puttnerová              |                   |
| 20. | Mami, proč jsi nezůstala v Africe              | Děti kapitána Morgana                        |                   |
| 21. | Na Žofíně                                      | Petr Kolář                                   | CD+DVD            |
| 21. | Best Of                                        | Lenka Filipová                               | 3CD               |
| 24. | Vysočina Fest                                  | Petr Bende a band a Cimbálová muzika Grajcar | CD+DVD            |
| 24. | Speciální akustický koncert Kateřinská jeskyně | Petr Bende a band                            | CD+DVD            |
| 26. | Lucerna Live 1990                              | Jaroslav Hutka                               | 3CD               |
| 26. | Historka (Nahrávky z let 1982–1988)            | Bonsai                                       | 2CD               |
| 27. | Vlnobeat                                       | Traband                                      |                   |
| 28. | Na Radosti                                     | Aneta Langerová                              |                   |
| 28. | Positivity                                     | Lena Yellow                                  |                   |
| 28. | 30 BOX                                         | Tři sestry                                   | 30 disků CD a DVD |
| 30. | Nocturno                                       | Sinuhet                                      |                   |
|     | Upadla ně koleda                               | Dareband                                     |                   |

#### Prosinec
| Den | Album                                                    | Umělec                                      | Poznámky                                |
| --- | -------------------------------------------------------- | ------------------------------------------- | --------------------------------------- |
| 2.  | Imagena                                                  | Vladimír Merta                              |                                         |
| 2.  | Kojoko                                                   | Oldřich Janota a Ora pro nobis              |                                         |
| 6.  | IDDQD                                                    | Schwarzprior                                |                                         |
| 6.  | V pasti                                                  | Původní Bureš                               |                                         |
| 8.  | Písně Hukvaldských Beskyd                                | RukyNaDudy                                  |                                         |
| 10. | Deska                                                    | Vojtěch Dyk a B-Side Band                   | na LP vyšlo 16. prosince 2014           |
| 11. | K tomu nic                                               | Záviš                                       |                                         |
| 11. | Zpráva o pitvě obergruppenfuhrera SS Reinharda Heydricha | Skrytý půvab byrokracie                     |                                         |
| 12. | Tesař z Nazareta                                         | Asonance                                    |                                         |
| 12. | R.U.M.                                                   | Alkehol                                     |                                         |
| 12. | Neposlouchej to!!!                                       | Kašpárek v rohlíku                          |                                         |
| 15. | Hudba, tanec, klobása                                    | Ester Kočičková, Lubomír Nohavica & Kujooni |                                         |
| 15. | Věk bestie                                               | Nerrea                                      |                                         |
| 16. | Živě                                                     | Tomáš Kočko a CM Morava                     |                                         |
| 16. | Strana A                                                 | Tata Bojs                                   | digitální singl, dvě písně              |
| 17. | P's a Love                                               | Smack                                       |                                         |
| 18. | Íkaros                                                   | Android Asteroid                            |                                         |
| 23. | Nahá                                                     | Cat and Dogs                                |                                         |
|     | Between The Lines                                        | Pavel Hrubý                                 |                                         |
|     | Panorama                                                 | DJ Wich & LA4                               | v běžné distribuci až od 23. ledna 2015 |

### Zahraniční hudební alba
- Tales of Ancient Prophecies (Twilight Force)
- High Hopes (Bruce Springsteen)
- Has God Seen My Shadow? An Anthology 1989–2011 (Mark Lanegan)
- Gathering Call (Matt Wilson Quartet & John Medeski)
- Psychomagia (John Zorn)
- The Alchemist (John Zorn)
- Love Letters (Metronomy)
- The Royal Sessions (Paul Rodgers)
- Blue Smoke (Dolly Parton)
- Morning Phase (Beck)
- Live in Tokio (The Crimson ProjeKCt)
- Power Play (Stick Men)
- Little Red (Katy B)
- Man on the Rocks (Mike Oldfield)
- After the Disco (Broken Bells)
- Ghosts of Download (Blondie)
- Kin (Pat Metheny)
- G I R L (Pharrell Williams)
- Croz (David Crosby)[4]
- I Am the Last of All the Field That Fell a Channel (Current 93)
- Sun Structures (Temples)
- Keyed Up (Don Airey)
- Beyond (Freedom Call)
- Hydra (Within Temptation)
- Present Tense (Wild Beasts)
- In My Soul (Robert Cray)
- The Take Off and Landing of Everything (Elbow)
- Thanks for the Feedback (The Presidents of the United States of America)
- Moby Dick: or, The Album (The Evangenitals)[5]
- Someday World (Brian Eno & Karl Hyde)[6]
- 19 Days in Tetbury (Peter Aristone)[7]
- English Oceans (Drive-By Truckers)
- Kudos to You! (The Presidents of the United States of America)
- Oxymoron (Schoolboy Q)
- Catacombs of the Black Vatican (Black Label Society)
- Everyday Robots (Damon Albarn)
- Otherworld (Peter Hammill & Gary Lucas)
- Close to Ground (Minibus Pimps)
- Enclosure (John Frusciante)
- Shakira (Shakira)
- Silver Rails (Jack Bruce)
- Going to Hell (The Pretty Reckless)
- Eagulls (Eagulls)
- The Further Adventures Of… (Down 'n' Outz)
- You Should Be So Lucky (Benmont Tench)
- The Hunting Party (Linkin Park)
- The Birds of Satan (The Birds of Satan)[8]
- Tales from the Realm of the Queen of Pentacles (Suzanne Vega)
- Hendra (Ben Watt)[9]
- One Is the Other (Billy Hart Quartet)
- Liberation! (Peter Matthew Bauer)
- In the Hollows (Nat Baldwin)
- Turn Blue (The Black Keys)
- North Star (Curved Air)
- Demolicious (Green Day)
- We May Yet Stand a Chance (The Heartbreaks)
- Blue Horizon (Wishbone Ash)
- Going Back Home (Roger Daltrey & Wilko Johnson)
- A Letter Home (Neil Young)
- Gravitas (Asia)
- Apocalypse Soon (Major Lazer)
- Homo Erraticus (Ian Anderson)
- Animal Ambition (50 Cent)
- ToPaRaMa (Pat Mastelotto & Tobias Ralph)
- Corazón (Santana)
- Out Among the Stars (Johnny Cash)
- Do to the Beast (The Afghan Whigs)[10]
- Education, Education, Education & War (Kaiser Chiefs)
- Lost in the Dream (The War on Drugs)
- Delivering the Black (Primal Fear)
- Akeda (Matisyahu)
- Luminous (The Horrors)
- Indie Cindy (Pixies)
- New Crown (Wolfmother)
- Kill the King (WAMI – Doogie White, Vinny Appice, Marco Mendoza a Iggy Gwadera)
- Space Police: Defenders of the Crown (Edguy)
- Life Journey (Leon Russell)
- Luther's Blues (Walter Trout)
- Concrete Gardens (Tony MacAlpine)
- I'm New Here (Gil Scott-Heron)
- War Eternal (Arch Enemy)
- Music Inspired by the Life and Times of Scrooge (Tuomas Holopainen)
- White Light Generator (Crippled Black Phoenix)
- Sibyl Tones (Matthew Barnson)
- So Long, See You Tomorrow (Bombay Bicycle Club)
- Meteorites (Echo & the Bunnymen)
- American Interior (Gruff Rhys)
- In Conflict (Owen Pallett)
- ∞ (Yann Tiersen)
- Childhood Home (Ben Harper & Ellen Harper)[11]
- 48:13 (Kasabian)
- Comet, Come to Me (Meshell Ndegeocello)
- Why? (Ginger Baker)[12]
- Lion (Peter Murphy)[13]
- Rock 'n' Roll Telephone (Nazareth)
- Stockholm (Chrissie Hynde)[14]
- Stay Gold (First Aid Kit)
- Greater Lengths (různí)[15]
- Ultraviolence (Lana Del Rey)
- Simplicity (Tesla)
- Empire of the Undead (Gamma Ray)
- Alive (Hiromi Uehara)
- To Be Kind (Swans)[16]
- Unrepentant Geraldines (Tori Amos)
- Outsider (Uriah Heep)
- Offline (Guano Apes)
- Heroes (Sabaton)
- Senza Paura Delle Rovine (Vintage Violence)
- California Breed (California Breed)
- BLUESAmericana (Keb' Mo')[17]
- Give My Love to London (Marianne Faithfull)
- Blind Rage (Accept)
- Pale Communion (Opeth)
- Redeemer of Souls (Judas Priest)
- Heaven & Earth (Yes)
- Futurology (Manic Street Preachers)
- Chicago XXXVI: Now (Chicago)
- World on Fire (Slash)
- Space Invader (Ace Frehley)[18]
- The Breeze: An Appreciation of JJ Cale (Eric Clapton a další)[19]
- Strange Weather (Anna Calvi)[20]
- AEGEA (Billy Corgan)[21]
- Kings of Suburbia (Tokio Hotel)
- The Endless River (Pink Floyd)
- The Who Hits 50! (The Who)
- Siren Charms (In Flames)
- Distant Satellites (Anathema)
- Messed Up Kids (Jake Bugg)
- Love Frequency (Klaxons)
- Strut (Lenny Kravitz)
- With a Little Help from My Fwends (The Flaming Lips)
- World Peace Is None of Your Business (Morrissey)
- Familiars (The Antlers)
- Sparks (Imogen Heap)
- Tribal (Imelda May)
- Underneath the Rainbow (Black Lips)
- …And Then You Shoot Your Cousin (The Roots)
- Once More 'Round the Sun (Mastodon)
- Broken Crown Halo (Lacuna Coil)
- Hiding in the Light (Kimono Kult)
- Deities in Decline (Swahili Blonde)
- Fading West (Switchfoot)
- Vandenberg's MoonKings (Adrian Vandenberg)
- Plagues of Babylon (Iced Earth)
- Cheek to Cheek (Tony Bennett & Lady Gaga)
- Broke with Expensive Taste (Azealia Banks)
- The River & the Thread (Rosanne Cash)
- Listen (The Kooks)
- Band of Brothers (Willie Nelson)
- Lullaby and... The Ceaseless Roar (Robert Plant)
- Tied to a Star (J Mascis)
- Down with the Dawn (Howie B)
- Kings & Queens of the Underground (Billy Idol)
- Melody Road (Neil Diamond)
- Primitive and Deadly (Earth)
- Storytone (Neil Young)
- The Best Day (Thurston Moore)
- You're Dead! (Flying Lotus)
- Head Job (Phil Rudd)
- Crush Songs (Karen O)
- Ryan Adams (Ryan Adams)
- Seeds (TV on the Radio)
- I See You (Gong)
- A Special Life (John Mayall)
- Shatter Me (Lindsey Stirling)
- Give My Love to London (Marianne Faithfull)
- Popular Problems (Leonard Cohen)
- Nostalgia (Annie Lennox)
- Sonic Highways (Foo Fighters)
- Yard Work (Drug Cabin)
- Willie’s Stash, Vol. 1: December Day (Willie Nelson)
- Lament (Einstürzende Neubauten)
- The Girl Who Cried Wolf (Shelley Harland)
- Black Widow (In This Moment)
- Shady XV (různí umělci od Shady Records)
- Rock or Bust (AC/DC)
- Black Veil Brides – Black Veil Brides

## Úmrtí
- 1. ledna
  - Pierre Cullaz, francouzský jazzový kytarista a violoncellista (* 21. července 1935)
  - Tabby Thomas, americký bluesový zpěvák, klavírista a kytarista (* 5. ledna 1929)
  - Milan Horvat, chorvatský dirigent (* 28. července 1919)
- 2. ledna
  - Sam Ulano, americký jazzový bubeník (* 12. srpna 1920)
  - Jay Traynor, americký zpěvák (* 30. března 1943)
  - Thomas Kurzhals, německý rockový klávesista (* 13. prosince 1953)
- 3. ledna – Phil Everly, americký zpěvák, člen dua The Everly Brothers (* 19. ledna 1939)
- 6. ledna – H. Owen Reed, americký hudební skladatel (* 17. června 1910)
- 8. ledna – Josef Lammerz, německý hudební skladatel a varhaník (* 1930)
- 9. ledna
  - Roy Campbell, Jr., americký jazzový trumpetista (* 29. září 1952)
  - Bryan Fairfax, americký dirigent (* 8. února 1930)
- 13. ledna – Ronny Jordan, britský jazzový kytarista (* 29. listopadu 1962)
- 14. ledna – Flavio Testi, italský hudební skladatel (* 4. ledna 1923)
- 16. ledna – Bud Spangler, americký jazzový perkusionista (* 7. prosince 1938)
- 17. ledna – Joe Evans, americký jazzový saxofonista (* 7. října 1916)
- 18. ledna – Dennis Frederiksen, americký rockový zpěvák (* 15. května 1951)
- 20. ledna
  - Ubaldo Continiello, italský hudební skladatel (* 4. května 1941)
  - Claudio Abbado, italský dirigent (* 26. června 1933)
- 22. ledna – François Deguelt, francouzský zpěvák (* 4. prosince 1932)
- 23. ledna – Riz Ortolani, italský hudební skladatel (* 25. března 1926)
- 25. ledna – Arthur Doyle, americký jazzový saxofonista, flétnista a zpěvák (* 26. června 1944)
- 27. ledna – Pete Seeger, americký folkový hudebník (* 3. května 1919)
- 28. ledna – Dwight Gustafson, americký hudební skladatel (* 20. dubna 1930)
- 30. ledna – The Mighty Hannibal, americký zpěvák (* 9. srpna 1939)
- 31. ledna – Alexander Ivashkin, ruský violoncellista (* 17. srpna 1948)
- 1. února – Elisabetta Barbato, italská operní pěvkyně (* 11. září 1921)
- 2. února
  - Gerd Albrecht, německý dirigent (* 19. července 1935)
  - Bunny Rugs, jamajský zpěvák (* 6. února 1948)
- 5. února – Richard Hayman, americký dirigent a hráč na foukací harmoniku (* 27. března 1920)
- 6. února – Vaçe Zela, albánská zpěvačka (* 7. dubna 1939)
- 8. února – Dick Berk, americký jazzový bubeník (* 22. května 1939)
- 11. února – Seán Potts, irský hudebník (* 1930)
- 13. února – Marty Thau, americký hudební producent a manažer (* 7. prosince 1938)
- 16. února – Gert Krawinkel, německý kytarista (* 21. dubna 1947)
- 18. února – Bernd Noske, německý bubeník a zpěvák (* 17. srpna 1946)
- 22. února – Trebor Jay Tichenor, americký klavírista (* 28. ledna 1940)
- 23. února – Alice Herzová-Sommerová, česká klavíristka (* 26. listopadu 1903)
- 24. února – Franny Beecher, americký kytarista (* 29. září 1921)
- 25. února
  - Paco de Lucía, španělský kytarista (* 21. prosince 1947)
  - Angèle Arsenault, kanadská zpěvačka (* 1. října 1943)
- 2. března – Peter Bares, německý varhaník a hudební skladatel (* 16. ledna 1936)
- 3. března – Robert Ashley, americký hudební skladatel (* 28. března 1930)
- 5. března – Dave Sampson, anglický zpěvák (* 9. ledna 1941)
- 6. března – Marion Stein, rakouská klavíristka (* 18. října 1926)
- 7. března – Joe Mudele, anglický jazzový kontrabasista (* 30. září 1920)
- 8. března – Buren Fowler, americký kytarista (* 29. června 1959)
- 12. března – Med Flory, americký jazzový saxofonista (* 27. srpna 1926)
- 13. března – Al Harewood, americký jazzový bubeník (* 3. června 1923)
- 14. března – Ralph Penland, americký jazzový bubeník (* 15. února 1953)
- 15. března – Scott Asheton, americký rockový bubeník (* 16. srpna 1949)
- 17. března – Paddy McGuigan, irský hudebník (* 8. prosince 1939)
- 18. března – Joe Lala, americký zpěvák a perkusionista (* 3. listopadu 1947)
- 31. března – Frankie Knuckles, americký diskžokej (* 18. ledna 1955)
- 1. dubna – King Fleming, americký jazzový klavírista (* 4. května 1922)
- 3. dubna – Arthur „Guitar Boogie“ Smith, americký hudebník (* 1. dubna 1921)
- 4. dubna – Wayne Henderson, americký jazzový pozounista (* 24. září 1939)
- 6. dubna – Jacques Castérède, francouzský klavírista a hudební skladatel (* 10. dubna 1926)
- 8. dubna – Petr Traxler, český kytarista a zpěvák (* 29. září 1948)
- 9. dubna – Gil Askey, americký jazzový trumpetista (* 9. března 1925)
- 10. dubna – Steve Backer, americký hudební producent (* 3. června 1937)[22]
- 11. dubna – Jesse Winchester, americký zpěvák a kytarista (* 17. května 1944)
- 12. dubna – Fred Ho, americký jazzový saxofonista (* 10. srpna 1957)
- 14. dubna – Armando Peraza, kubánský perkusionista (* 30. května 1924)
- 15. dubna
  - Shane Gibson, americký kytarista (* 21. února 1979)
  - Little Joe Cook, americký zpěvák (* 29. prosince 1922)
- 17. dubna
  - Cheo Feliciano, portorický hudebník (* 3. července 1935)
  - Wayne Smith, jamajský hudebník (* 5. prosince 1965)
- 18. dubna – Brian Priestman, britský dirigent (* 10. února 1927)
- 19. dubna – Kevin Sharp, americký countryový zpěvák (* 10. prosince 1970)
- 23. dubna – Benjamín Brea, španělský jazzový saxofonista (* 18. září 1946)
- 24. dubna – Konstantin Orbelyan, arménský klavírista a hudební skladatel (* 29. července 1928)
- 26. dubna
  - DJ Rashad, americký hudební producent (* 9. října 1979)
  - Alena Míková, česká operní pěvkyně[23]
- 29. dubna
  - Iveta Bartošová, česká zpěvačka (* 8. dubna 1966)
  - Paul Goddard, americký baskytarista, člen skupiny Atlanta Rhythm Section[24]
- 1. května – Juan Formell, kubánský hudebník a hudební skladatel (* 2. srpna 1942)
- 2. května – Mohammad-Reza Lotfi, íránský hudebník (* 7. ledna 1947)
- 3. května – Bobby Gregg, americký bubeník (* 30. dubna 1936)
- 6. května – Antony Hopkins, britský hudební skladatel, klavírista a dirigent (* 21. března 1921)
- 8. května – Jair Rodrigues, brazilský zpěvák (* 6. února 1939)
- 9. května
  - Joe Wilder, americký jazzový trumpetista (* 22. února 1922)
  - Jiří Kratochvíl, český klarinetista (* 17. srpna 1924)
- 10. května – André Popp, francouzský hudební skladatel (* 19. února 1924)
- 11. května – Ed Gagliardi, americký baskytarista, člen skupiny Foreigner (* 13. února 1952)
- 13. května – Ernie Chataway, původní kytarista skupiny Judas Priest[25]
- 16. května – Nicola Ghiuselev, bulharský operní pěvec (* 17. srpna 1936)
- 18. května
  - Jerry Vale, americký zpěvák (* 8. července 1930)
  - Philippe-Gérard, francouzský hudební skladatel (* 13. září 1924)
- 20. května – Randy Coven, americký baskytarista[26]
- 25. května – Herb Jeffries, americký zpěvák (* 24. září 1913)
- 29. května – Antonín Viktora, český jazzový kytarista (* 29. května 1943)
- 4. června – Doc Neeson, australský zpěvák, člen skupiny The Angels (* 4. ledna 1947)
- 5. června
  - Aaron Sachs, americký jazzový saxofonista (* 4. července 1923)
  - Don Davis, americký hudební producent (* 25. října 1938)
- 6. června – Lee Hyla, americký hudební skladatel (* 31. srpna 1952)
- 7. června
  - Alan Douglas, americký hudební producent (* 20. července 1931)
  - Bambi Fossati, italský zpěvák a kytarista (* 28. dubna 1949)
- 9. června – Phil Mason, britský jazzový trumpetista (* 10. dubna 1940)
- 12. června – Jimmy Scott, americký zpěvák (* 17. července 1925)
- 13. června – Jim Keays, australský zpěvák, člen skupiny The Masters Apprentices (* 9. září 1946)
- 17. června – John McClure, americký hudební producent (* 28. června 1929)
- 18. června
  - Horace Silver, americký jazzový klavírista (* 2. září 1928)
  - Johnny Mann, americký hudební skladatel a aranžér (* 30. srpna 1928)
- 19. června – Gerry Goffin, americký textař (* 11. února 1939)
- 21. června – Jimmy C. Newman, americký zpěvák (* 29. srpna 1927)
- 22. června – Teenie Hodges, americký kytarista (* 16. listopadu 1945)
- 24. června – Lee McBee, americký bluesový hudebník (* 23. března 1951)
- 26. června – Julius Rudel, rakouský dirigent (* 6. března 1921)
- 27. června – Bobby Womack, americký zpěvák (* 4. března 1944)
- 29. června – Paul Horn, americký jazzový flétnista (* 17. března 1930)
- 5. července – Kathy Stobart, anglická jazzová saxofonistka (* 1. dubna 1925)
- 7. července
  - Frankie Dunlop, americký jazzový bubeník (* 6. prosince 1928)
  - Lois Johnson, americká zpěvačka (* 15. května 1942)
- 10. července – Chris Grier, americký experimentální kytarista[27]
- 11. července
  - Charlie Haden, americký jazzový kontrabasista (* 6. srpna 1937)
  - Tommy Ramone, maďarsko-americký hudebník a hudební producent (* 29. ledna 1949)
- 13. července – Lorin Maazel, americký dirigent, houslista a hudební skladatel (* 6. března 1930)
- 16. července – Johnny Winter, americký bluesový zpěvák a kytarista (* 23. února 1944)
- 19. července – Lionel Ferbos, americký jazzový trumpetista (* 17. července 1911)
- 21. července – Gene Walker, americký jazzový saxofonista (* 14. února 1938)
- 23. července – Norman Leyden, americký dirigent, klarinetista a hudební skladatel (* 17. října 1917)
- 24. července – Christian Falk, švédský hudební producent a hudebník (* 25. dubna 1962)
- 25. července – Carlo Bergonzi, italský operní pěvec (* 13. července 1924)
- 11. července
  - Idris Muhammad, americký jazzový bubeník (* 13. listopadu 1939)
  - Giorgio Gaslini, italský jazzový klavírista a hudební skladatel (* 22. října 1929)
- 30. července – Dick Wagner, americký rockový kytarista a zpěvák (* 14. prosince 1942)
- 1. srpna – Rod de'Ath, velšský rockový bubeník (* 18. června 1950)
- 2. srpna – Alfréd Hampel, český operní pěvec (* 9. října 1939)
- 3. srpna
  - Kenny Drew, Jr., americký jazzový klavírista (* 14. června 1958)
  - Jan Jarczyk, polský jazzový hudebník (* 7. října 1947)
- 7. srpna
  - Henry Stone, americký hudební producent (* 3. června 1921)
  - Cristina Deutekom, nizozemská operní pěvkyně (* 28. srpna 1931)
  - Tommy Gill, americký jazzový klavírista[28]
- 8. srpna
  - Peter Sculthorpe, australský hudební skladatel (* 29. dubna 1929)
  - Andre Bush, americký jazzový kytarista[29]
- 12. srpna
  - Marta Boháčová, česká operní pěvkyně (* 8. května 1936)
  - Jean-Jacques Avenel, francouzský jazzový kontrabasista (* 6. dubna 1948)
  - Omar Lamparter, německý jazzový hudebník (* 25. května 1917)
- 13. srpna – Frans Brüggen, nizozemský dirigent, flétnista a muzikolog (* 30. října 1934)
- 14. srpna – Rick Parashar, americký hudební producent (* 13. prosince 1963)
- 15. srpna
  - Licia Albanese, italská operní pěvkyně (* 22. července 1909)
  - Jan Ekier, polský klavírista a hudební skladatel (* 29. srpna 1913)
  - John Blake, Jr., americký jazzový houslista (* 3. července 1947)
- 17. srpna – Ralph Morman, americký zpěvák[30]
- 21. srpna – Jean Redpath, skotská zpěvačka (* 28. dubna 1937)
- 25. srpna – Uziah Thompson, jamajský hudebník (* 1. srpna 1936)
- 27. srpna – Daniel Jackson, americký jazzový saxofonista (* 1. ledna 1937)
- 28. srpna – Glenn Cornick, britský baskytarista, člen skupiny Jethro Tull (* 23. dubna 1947)
- 31. srpna
  - Leon Juřica, český hudební skladatel a pedagog (* 2. května 1935)
  - Jimi Jamison, americký zpěvák, člen skupiny Survivor (* 23. srpna 1951)
  - Josef Hrnčíř, český dirigent (* 2. dubna 1921)
- srpen – Billy Rath, americký baskytarista, člen skupiny The Heartbreakers[31]
- 1. září – David Anderle, americký hudební producent (* 9. července 1937)
- 2. září – Antonis Vardis, řecký hudebník a hudební skladatel (* 7. srpna 1948)
- 3. září – Aarno Raninen, finský hudebník (* 27. dubna 1944)
- 4. září
  - Gustavo Cerati, argentinský hudebník (* 11. srpna 1959)
  - Włodzimierz Kotoński, polský hudební skladatel (* 23. srpna 1925)
  - Hopeton Lewis, jamajský zpěvák (* 3. října 1947)
- 5. září – Kerrie Biddell, australská zpěvačka (* 8. února 1947)
- 8. září
  - Gerald Wilson, americký jazzový hudebník (* 4. září 1918)
  - Magda Olivero, italská operní pěvkyně (* 25. března 1910)
- 9. září – Antonín Tučapský, český hudební skladatel (* 27. března 1928)
- 11. září
  - Antoine Duhamel, francouzský hudební skladatel a dirigent (* 30. července 1925)
  - Cosimo Matassa, americký zvukový inženýr (* 13. dubna 1926)
  - Andrea Marongiu, bubeník skupiny Crystal Fighters
  - Bob Crewe, americký hudebník (* 12. listopadu 1930)
- 12. září
  - Joe Sample, americký jazzový klavírista (* 1. února 1939)
  - John Gustafson, anglický baskytarista, člen skupin Roxy Music a Ian Gillan Band (* 8. srpna 1942)
- 14. září – Peter Gutteridge, novozélandský hudebník (* 1961)
- 15. září – Jackie Cain, americká jazzová zpěvačka (* 22. května 1928)
- 17. září – George Hamilton IV, americký zpěvák (* 19. července 1937)
- 18. září – Kenny Wheeler, kanadský jazzový trumpetista a hudební skladatel (* 14. ledna 1930)
- 19. září
  - U. Srinivas, indický mandolinista (* 28. února 1969)
  - Francisco Feliciano, filipínský hudební skladatel a dirigent (* 19. února 1941)
  - Milton Cardona, portorický perkusionista (* 21. listopadu 1944)
- 24. září – Christopher Hogwood, anglický dirigent (* 10. září 1941)
- 28. září – Petr Skoumal, český hudebník (* 7. března 1938)
- 30. září – Jadir Ambrósio, brazilský hudebník (* 8. prosince 1922)
- 1. října – Lynsey de Paul, anglická zpěvačka (1948 nebo 1950)
- 4. října
  - Paul Revere, americký hudebník (* 7. ledna 1938)
  - Konrad Boehmer, německý hudební skladatel (* 24. května 1941)
- 9. října – Rita Shane, americká operní pěvkyně (* 15. srpna 1936)
- 10. října – Olav Dale, norský hudebník a hudební skladatel (* 30. října 1958)
- 11. října
  - Anita Cerquetti, italská operní pěvkyně (* 13. dubna 1931)
  - Brian Lemon, britský jazzový klavírista (* 11. února 1937)
- 14. října – Isaiah Ikey Owens, americký hudebník a hudební producent (* 1. prosince 1975)
- 16. října – Tim Hauser, americký zpěvák, člen skupiny The Manhattan Transfer (* 12. prosince 1941)
- 18. října – Paul Craft, americký zpěvák (* 12. srpna 1938)
- 25. října – Jack Bruce, skotský hudebník (* 14. května 1943)
- 28. října – Kamil Hála, český hudební skladatel a klavírista (* 1. srpna 1931)
- 31. října – Ian Fraser, anglický hudební skladatel (* 23. srpna 1933)
- 1. listopadu – Wayne Static, americký zpěvák a kytarista, člen skupiny Static-X (* 4. listopad 1965)
- 2. listopadu – Acker Bilk, anglický jazzový klarinetista (* 28. ledna 1929)
- 5. listopadu – Manitas de Plata, francouzský kytarista (* 7. srpna 1921)
- 6. listopadu
  - Rick Rosas, americký baskytarista (* 10. září 1949)
  - Maggie Boyle, anglická zpěvačka (* 24. prosince 1956)
- 11. listopadu – Big Bank Hank, americký rapper (* 11. ledna 1956)
- 13. listopadu – Mike Burney, anglický jazzový saxofonista (* 1. listopadu 1944)